# Saratoga (groupe espagnol)
Pour les articles homonymes, voir Saratoga (groupe).
Saratoga est un groupe espagnol de heavy metal, originaire de Madrid. Il est formé en 1992 par le bassiste Niko del Hierro et le guitariste Jero Ramiro. Le groupe a connu plusieurs formations. Le dernier est formé par Niko del Hierro (le seul membre qui est resté dans le groupe tout au long de son histoire), Tete Novoa, Jero Ramiro et Arnau Martí.

## Histoire

### Débuts
En 1992, le bassiste Niko del Hierro et le guitariste Jero Ramiro décident de former Saratoga après avoir quitté leurs groupes précédents (Barón Rojo et Ñu respectivement). Ils sont rejoints par Marcos Parra à la batterie, qui sera bientôt remplacé par Joaquín « El Niño » Arellano, et Tony Domínguez au chant. C'est alors que les premières démos du groupe sont enregistrées. Quelques mois plus tard, Fortu Sánchez rejoint le groupe, remplaçant Tony Domínguez.
C'est avec cette formation qu'ils sortent leur premier album, Saratoga, en 1995. Plus tard, il est sorti au Japon, où il s'est vendu à 2 000 exemplaires. Pendant la promotion de l'album, ils ont enregistré l'EP Acústico Cadena 100" dans les studios Cadena 100 à Madrid, qui contient des versions acoustiques de 6 chansons. Destiné uniquement à la presse et aux médias, les copies produites sont numérotées individuellement et sont aujourd'hui très recherchées par les collectionneurs et les fans.

### DeVientos de guerraàEl Clan de la lucha
En 1999, ils sortent Vientos de guerra, où ils donnent une touche plus moderne à leur musique et parviennent à renouveler leur propre identité. Avec cet album, les concerts du groupe ont lieu dans toute l'Espagne et, petit à petit, le public est de plus en plus nombreux, créant ainsi une bonne base de fans. Pour refléter ce bon moment de forme, le groupe sort un double CD live intitulé Tiempos de directo. Cet album live est enregistré en direct à la Sala Caracol de Madrid le 19 mai 2000.
En 2002, Saratoga sort Agotarás, un album qui marque un avant et un après dans l'histoire du groupe. Dans cet album, le groupe atteint un son comparable à ce qui se faisait dans le heavy metal européen de l'époque. Les chansons sont très bien travaillées par tous les membres du groupe, fusionnant la vision plus traditionnelle de Jero et Niko avec les contributions modernes de Leo et Dani Pérez. L'album est un énorme succès commercial et place Saratoga au premier plan du heavy metal espagnol. Pendant la tournée promotionnelle de Agotarás, en 2003, ils sortent le maxi single Heaven's Gate pour le marché international. Il contient deux versions en anglais de chansons précédentes (Heaven's Gate et Show Me Your Pride) et les versions studio de deux chansons qui n'avaient été enregistrées qu'en live (Lágrimas de dolor et Se Olvidó). Ensuite vient le tour du DVD live A morir, enregistré le 8 mars 2003 à la Sala Aqualung de Madrid, et sorti à la fin de la même année.
À la fin de l'année, ils entrent en studio pour enregistrer leur prochain album, El Clan de la lucha, qui sort finalement en mars 2004, avec Big Simon comme producteur. L'album comprend un DVD avec les chansons jouées en live qui n'ont pas pu être incluses, pour des raisons d'espace, dans l'album live A morir. La tournée pour cette œuvre comprenait la première partie de Mägo de Oz pour leur concert à Las Ventas, Madrid, devant 10 000 personnes et est leur plus longue tournée jusqu'à présent, avec près de deux ans non-stop. Ils publient également, le 1er décembre 2004, le CD/DVD Saratoga 1992-2004 qui compile des morceaux en tout genre (concerts inédits, photos) des débuts du groupe jusqu'en 2004, en passant par les premières salles et en finissant dans les grandes salles et les festivals,.

### Tierra de loboset changements de line-up
Le 28 novembre 2005, ils sortent un nouvel album intitulé Tierra de lobos et donnent une tournure à leur musique, la rendant plus dure et plus extrême, mais sans perdre l'essence de Saratoga. L'album est mixé et masterisé par Big Simon et un clip vidéo a été tourné pour la chanson Barcos de cristal. Le 17 décembre de la même année, la nouvelle du départ de Dani Pérez du groupe est révélée. Le batteur, qui faisait alors partie de trois groupes différents (Saratoga, Stravaganzza et Skizoo), décide de se consacrer à ses deux autres projets. Il est annoncé dans le même temps que le nouveau batteur est Andy C., qui a notamment joué dans Dark Moor.
La tournée promotionnelle de l'album débute en janvier 2006 à Madrid à la salle de concert Aqualung, réalisant un concert à guichets fermés. Cependant, au début de l'été, Leo Jiménez officialise dans une interview que Saratoga ferait une pause à partir d'octobre, le dernier concert de la tournée ayant lieu ce même mois. Parmi les raisons invoquées, le chanteur mentionne que lui et Jero Ramiro voulaient faire une pause dans le calendrier chargé de Saratoga, et dans son cas, consacrer plus de temps à son groupe parallèle, Stravaganzza.
Finalement, le 2 novembre, il est annoncé que la pause est en fait le départ de Leo Jiménez et de Jero Ramiro Ramiro des rangs de Saratoga. Dans le même temps, Niko del Hierro et Andy C. annoncent leur intention de continuer avec le groupe.
Avant la fin de l'année, Saratoga sort la version en anglais de leur album El Clan de la lucha, intitulée The Fighting Clan. Bien que l'enregistrement du chant anglais ait commencé en même temps que l'enregistrement de l'album espagnol, ce n'est que des années plus tard qu'il est finalement sorti, sans changement majeur à part un nouveau mastering par Hadrien Fregnac et le chant anglais par Leo Jiménez.

### VIIetSecretos y revelaciones
Début 2007, le choix de Tony Hernando comme nouveau guitariste a été annoncé, suivi par l'ajout de Tete Novoa au poste vacant de chanteur,. Quelques mois plus tard, le groupe entre en studio pour enregistrer son nouvel album, VII, qui sort le 8 octobre 2007. Produit par Niko del Hierro et Tony Hernando, le vidéoclip de la chanson El Vuelo del halcón est tourné. Le premier concert de ce nouveau line-up donne à Viñarock 2007 et quelques concerts s'ajoutent, notamment à Madrid et pour la première fois un concert en Amérique, plus précisément dans la ville de Quito, en Équateur,. Par la suite en novembre 2008, ils commencent leur tournée présentant l'album VII, étant les derniers concerts de celui-ci en février 2009.
Le 5 octobre 2009, le clip de la chanson No sufriré jamás por ti, premier single de leur prochain album, Secretos y revelaciones. Cet album, sorti le même jour, est à nouveau produit par Del Hierro et Hernando, équipe rejointe par Roland Grapow pour le mastering. El Planeta se apaga est le deuxième single de cet album. Ces deux singles, ainsi que Deja Vu, sortent sur un maxi-single avant la sortie de l'album.
La tournée de cet album débute en octobre en Espagne et les conduit à leur première tournée en Amérique latine, qui a lieu en juin 2010,. Lors de cette tournée, ils enregistrent le CD+DVD live Revelaciones de una noche, d'un concert donné à la Sala Penélope de Madrid, en Espagne, au cours du mois de mars. L'enregistrement sort le 7 juin 2010.

### Némesiset pause
Le 8 mai 2012 sort un nouvel album, intitulé Némesis, à nouveau produit par Del Hierro et Hernando et masterisé par Roland Grapow. Le même jour sort le nouveau vidéoclip, Revolución, une chanson dédiée à leurs fans latino-américains. Le clip contient des images des concerts réalisés lors de la précédente tournée latino-américaine.
La tournée promotionnelle de cet album débute en mai, à Valladolid, en Espagne, et se poursuit jusqu'en 2013, en commençant l'année par une tournée en Amérique latine,. Pour commémorer le vingtième anniversaire du groupe, un concert spécial a lieu le 20 octobre 2012 à Madrid, en Espagne. Ce concert réunissait tous les anciens membres de Saratoga ayant enregistré des albums avec le groupe, à l'exception de Jero Ramiro.
Toujours avec des dates de tournée non effectuées, le groupe publie le 6 août 2013 un communiqué, signé par Niko del Hierro, sur son site officiel dans lequel il annonce un arrêt indéfini de son activité musicale, invoquant une fatigue personnelle après 21 ans d'activité avec le groupe. La tournée s'est terminée en novembre de la même année.

### Retour
En octobre 2014, Niko del Hierro et Jero Ramiro annoncent le retour de Saratoga sur scène, sans annoncer le line-up complet. Le mois suivant, il est annoncé que Tete Novoa et Dani Pérez rejoignent le groupe, résultant en un line-up d'anciens membres mais inédits. Dans un premier temps, les déclarations du groupe ont confirmé que Leo Jiménez avait été contacté pour se reformer avec eux, bien que dans le documentaire El Regreso, cette information ait été omise,. Au cours de l'année 2015, le groupe se lance dans une tournée qui emmène Ramiro et Pérez pour la première fois en Amérique.
En janvier 2016, la tournée de retour à Madrid et Jero Ramiro annonce que le groupe travaille sur un nouvel album qui sortira en 2016, et qui sera le premier album enregistré avec le nouveau line-up.
Le 16 novembre 2018, le groupe sort l'album Aeternus. La chanson choisie pour le premier clip vidéo est El Olvidado de Dios.

## Discographie

### Albums studio
- 1995 : Saratoga
- 1996 : Tributo
- 1997 : Mi Ciudad
- 1999 : Vientos De Guerra
- 2002 : Agotarás
- 2004 : El Clan de la lucha
- 2005 : Tierra de lobos
- 2007 : VII
- 2009 : Secretos y revelaciones
- 2012 : Nemesis
- 2016 : Morir en el bien, vivir en el mal
- 2018 : Aeternus
- 2021 : XXX

### Albums live
- 2000 : Tiempos de Directo (double album)

### Singles
- 2003 : Heaven’s Gate'

### Albums DVD
- 2003 : A Morir
- 2004 : 1992-2004 (DVD+CD)